# 利布拉德區
利布拉什德區是阿爾巴尼亞的36个旧区之一，这些区份在2000年7月全部撤销，并由新成立的12个州份取代。该区面积为1,102平方公里，人口数量为72,520人（2001年）。该区位于阿尔巴尼亚东部，区府为利布拉什德镇。该区的范围为现今的艾巴申州利布拉什德和普雷尼亞斯两市镇。